# Frauental (Creglingen)
Frauental ist ein Stadtteil von Creglingen im Main-Tauber-Kreis im fränkisch geprägten Nordosten Baden-Württembergs.

## Geographie
Frauental liegt in einer nicht sehr tiefen Talmulde am linken Hang des östlichen Tauberzuflusses Steinach. Zur Gemarkung der ehemaligen Gemeinde Frauental gehören das Dorf Frauental (⊙), die Weiler Lohrhof (⊙) und Weidenhof (⊙) und die Höfe Fuchshof (auch Fuchsmühle) (⊙) und Seewiesenhof (⊙) sowie die abgegangenen Ortschaften Enkersberg und Alterhof.

## Geschichte
Der Ort entstand mit dem Bau des Klosters Frauental im Jahre 1232, eines Zisterzienserinnenklosters. Im Bauernkrieg wurde es 1525 zerstört, danach als Kloster aufgegeben und im Jahre 1548 mit Übernahme durch die Markgrafschaft Ansbach säkularisiert.
Nach und nach entwickelte sich um das ehemalige Kloster eine kleine Siedlung, die 1791 selbständig wurde.
Am 1. Februar 1972 wurde Frauental in die Stadt Creglingen eingegliedert.

### Einwohnerentwicklung
Die Bevölkerung von Frauental entwickelte sich wie folgt:
| Jahr | Gesamt |
| ---- | ------ |
| 1961 | 225    |
| 1970 | 230    |
| 2014 | 134    |
| 2016 | 126    |

## Religion
Im Jahre 1276 wurde erstmals ein Pfarrer in Frauental genannt. Nach der Reformation gehörte Frauental kirchlich zu Equarhofen bei Uffenheim. 1810 wurde es dem Pfarramt Freudenbach zugeordnet, zu dem die evangelische Kirchengemeinde Frauental bis heute gehört. Die Kirchengemeinde hat jedoch eine alte frühgotische Kirche mit einem einschiffigen, flachgedeckten Langhaus und einem schlanken Chor, die ehemalige Klosterkirche. 1879 wurde ein Querhaus abgebrochen. Im Norden der Kirche befindet sich die ehemalige Klosteranlage mit Gebäuden aus dem 15. bis 18. Jahrhundert.
Die Katholiken gehören kirchlich zu Creglingen.

## Kultur und Sehenswürdigkeiten

### Kloster Frauental
Vom ehemaligen Kloster Frauental sind noch der Südflügel des Konvents erhalten, in dem heute ein Modellprojekt für Jugendstrafvollzug in freien Formen betrieben wird, das Projekt Chance, sowie die Klosterkirche, die im Stil der Übergangszeit von der Romanik zur Gotik erbaut ist.

### Weitere Bauwerke
Sehenswert sind darüber hinaus die Alte Schäferei sowie der Seewiesenhof und Weidenhof.

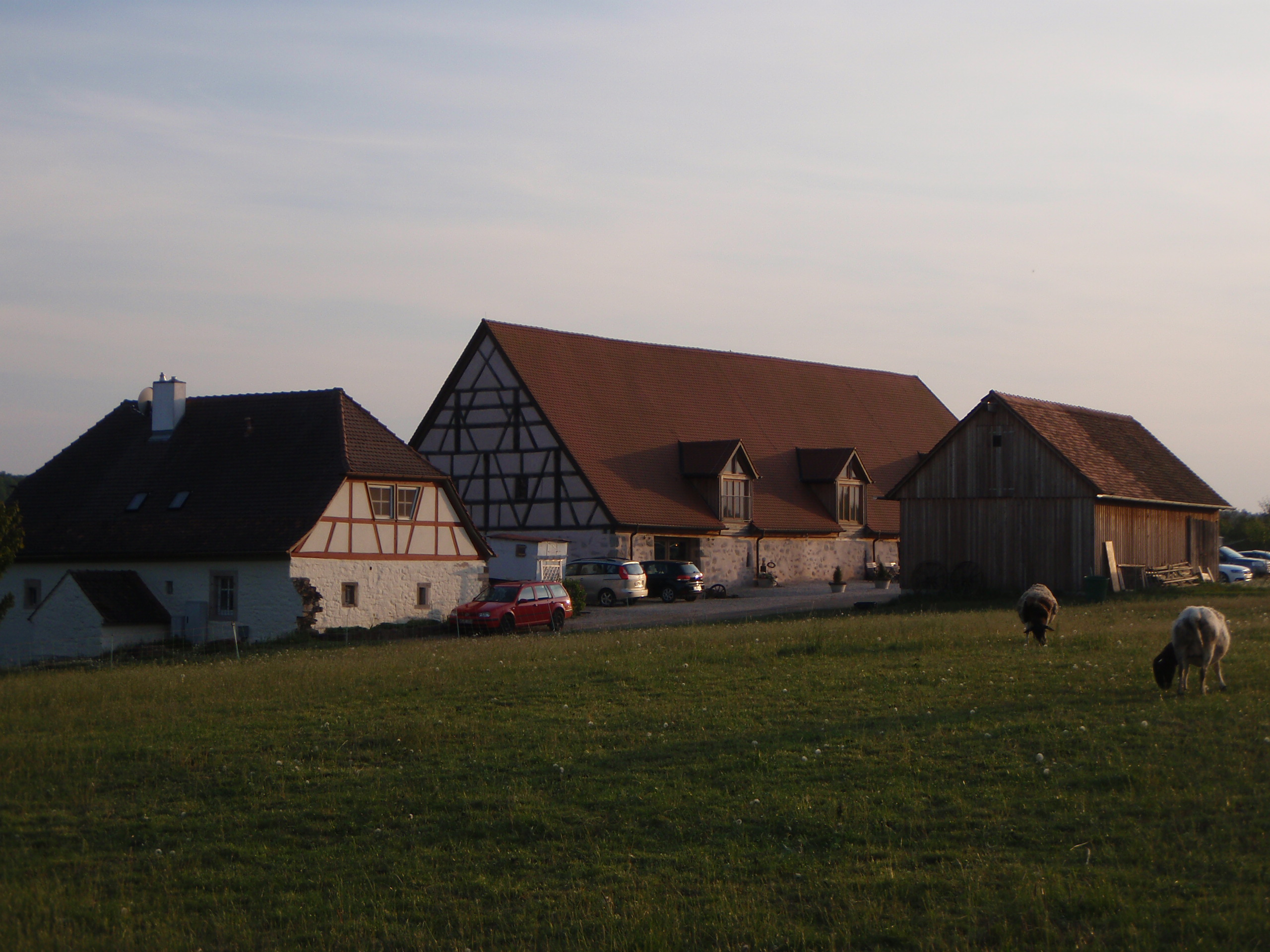
Alte Schäferei
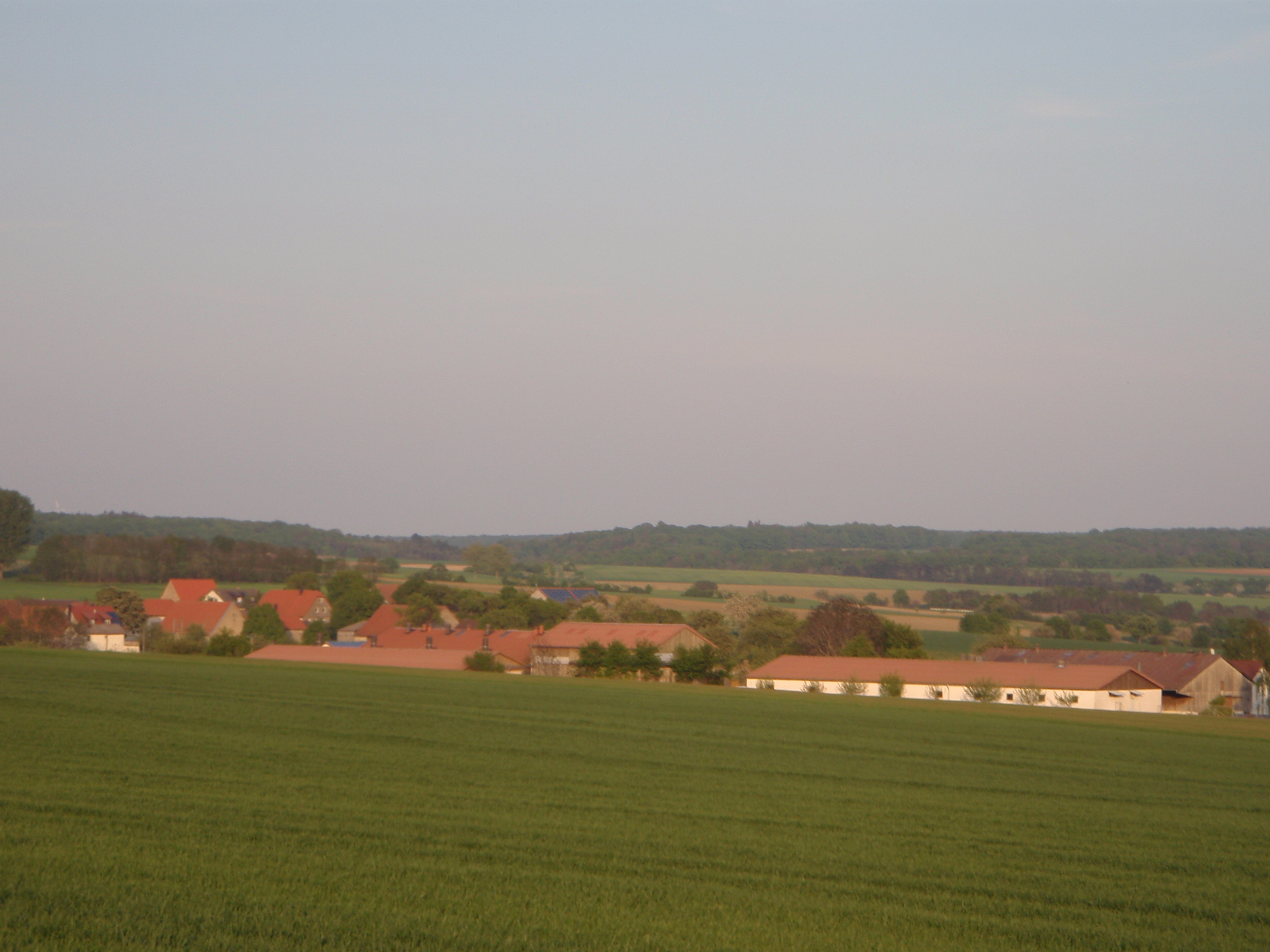
Seewiesenhof und Weidenhof